# روبرت رايت (لاعب كريكت)
روبرت رايت (بالإنجليزية: Robert Wright)‏ (19 يوليو 1852 في المملكة المتحدة - 25 مايو 1891) هو لاعب كريكت بريطاني (وحمل سابقاً جنسية المملكة المتحدة لبريطانيا العظمى وأيرلندا). لعب مع نادي مقاطعة يوركشاير للكريكت ‏.